# Jules Regnault
Pour les articles homonymes, voir Regnault.
Jules Augustin Frédéric Regnault (né le 1er février 1834 à Béthencourt, mort le 9 décembre 1894 à Paris, 10e arrondissement), est un économiste français, connu pour avoir pour la première fois proposé de représenter les variations boursières par un modèle de marche aléatoire. Ce modèle constitue l’une des principales hypothèses et l’un des outils essentiels de la théorie financière moderne. Ces hypothèses seront reprises par Louis Bachelier.

## Notice biographique
Jules Regnault vécut en France les premières années de sa vie puis, à la mort de son père, sa famille s'installa à Bruxelles ; il avait alors 12 ans. À cette époque, l’enseignement en Belgique était en pleine effervescence en particulier sous l’influence d’Adolphe Quetelet. Ce mathématicien, qui fut un des premiers à utiliser les probabilités pour étudier le monde social, eut une grande influence sur sa pensée. Cette influence irrigue tout le Calcul des Chances et Philosophie de la Bourse, le seul ouvrage que Jules Regnault ait publié (en 1863). Cet ouvrage fait l'hypothèse que les variations boursières sont aléatoires. Regnault valida cette hypothèse empiriquement en utilisant les cours de la principale obligation cotée à la Bourse de Paris, la rente française 3 %.
Lors de la publication de son ouvrage, Jules Regnault vivait à Paris où il exerçait la profession d'employé d'agent de change avec son frère Odilon. Ses placements en bourse lui permirent de faire fortune. En effet, selon toute vraisemblance, lorsque Jules et Odilon arrivèrent à Paris leurs ressources financières étaient faibles. À son décès, en 1894, Jules Regnault laissa une fortune évaluée à plus d'un million de francs de l'époque (ce qui correspond à plus de 3,8 millions d'euros de 2004), dont l’essentiel était constitué d’obligations (environ 706 500 francs) dont l'étude est au cœur de son ouvrage.

## Erreur fréquente
Il existe une erreur dans le Grand dictionnaire universel du XIXe siècle de Pierre Larousse qui consacre une notice à « Regnault (Jules), savant français, mort en 1866 ». La notice lui attribue des ouvrages qui ne sont pas de lui mais d’un conducteur des Ponts et Chaussées, Jean-Joseph Regnault (1797-1863),.

## Principales sources biographiques
- L’acte de naissance de Regnault, disponible aux Archives départementales du Nord.
- L’acte de décès de Regnault, disponible aux Archives de la ville de Paris (cote : 5 mi 1/1338).
- Le testament et l’inventaire après décès de Regnault sont conservés au Centre des archives contemporaines (cotes : 19860 351 art. 156 et 19860 351 art. 157). Une copie du testament, certifiée conforme, est conservée aux archives départementales de l’Oise dans le dossier « don de Jules Regnault ». Il fit d'importants dons à la ville d'Enghien-les-Bains, où il avait une propriété qui abrite aujourd’hui les bureaux administratifs du Casino. Reconnaissante, la ville donna le nom de son bienfaiteur à l’une de ses rues qui existe toujours.
- La tombe de Regnault est située au cimetière du Père-Lachaise : tombe no 2, div. 25, i.1/26 (à gauche des tombes de Molière et de La Fontaine).

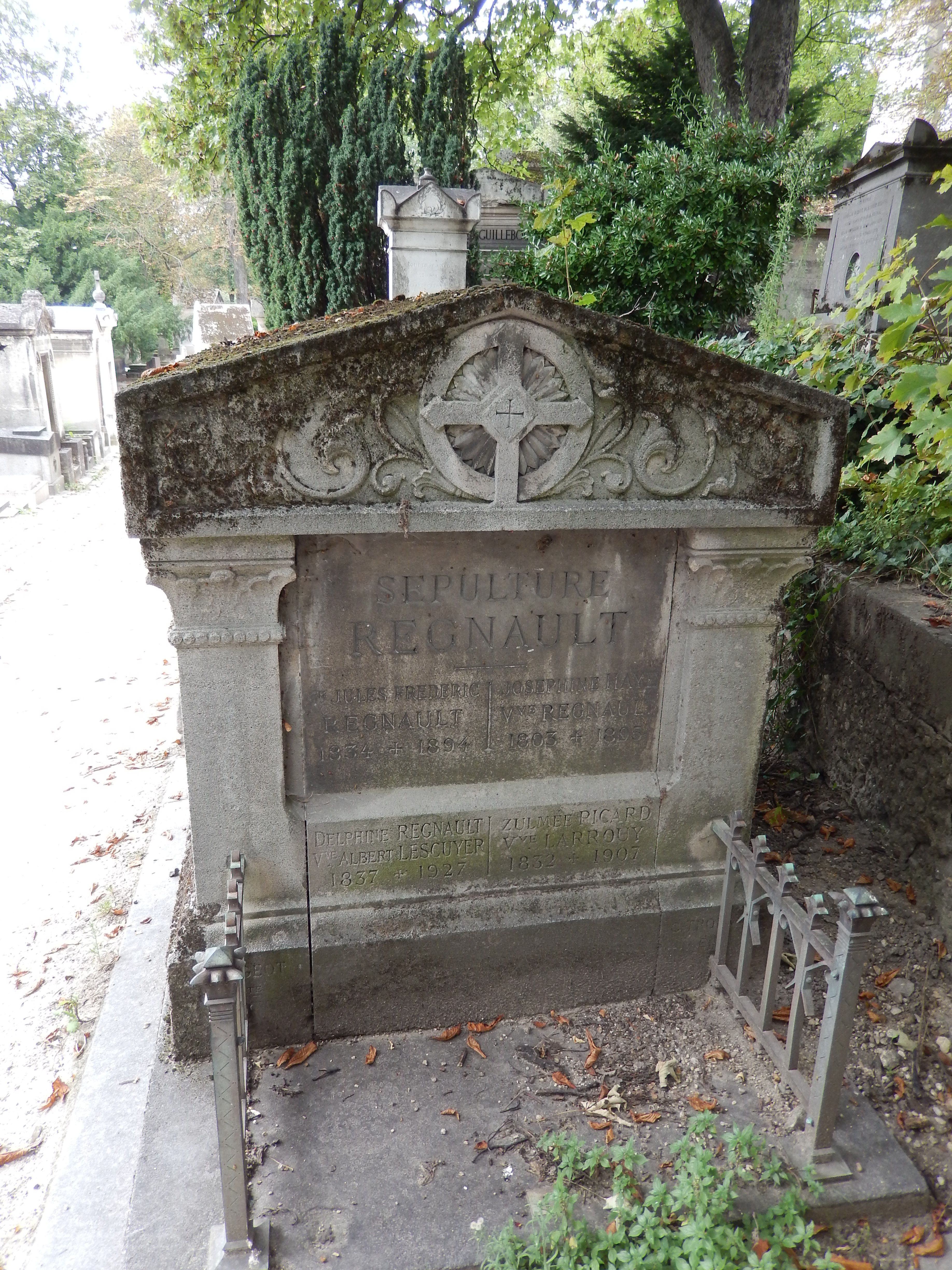
Tombe de Jules Augustin Regnault (cimetière du Père Lachaise, division 25)

## Œuvre
- Jules Regnault, Calcul des chances et philosophie de la bourse, Paris, Mallet-Bachelier et Castel, 1863 (lire en ligne)